# Sybra albolineata
Sybra albolineata är en skalbaggsart som beskrevs av Stefan von Breuning 1939. Sybra albolineata ingår i släktet Sybra och familjen långhorningar. Inga underarter finns listade i Catalogue of Life.